# Austrian Football League Division 1
Die Austrian Football League Division 1 (AFL Division 1), ehemals Austrian Football Division 1, ist die zweithöchste Spielklasse im American Football in Österreich und wird unter Verantwortung des American Football Bund Österreich (AFBÖ) ausgetragen. Die Division I wird auf Amateurbasis ausgetragen. Der Meister der Division I steigt in die Austrian Football League auf. Der Letzte des Grunddurchgangs steigt in die Division II ab und wird durch den Sieger des Iron Bowl ersetzt.

## Spielmodus
Jede der zehn Mannschaften spielt acht Spiele, spielt also bis auf ein anderes Team je ein Mal gegen jede andere Mannschaft. Die besten sechs Mannschaften des Grunddurchgangs qualifizieren sich für die Playoffs.

## Teams 2025
Folgende Mannschaften spielen 2025 in der Division 1:
- Mödling Rangers (Absteiger)
- Fehérvár Enthroners (Székesfehérvár, Ungarn)
- Vienna Knights (Wien; Silver Bowl Sieger)
- St. Pölten Invaders
- Red Tigers (Wien)
- Hohenems Blue Devils
- Carinthian Lions (Klagenfurt)
- Graz Styrian Bears
- Styrian Reavers (Ragnitz)
- Vienna Vikings II (Aufsteiger)

## Geschichte
Die Division I wurde 1984 das erste Mal ausgetragen, seit 1987 wurde jedes Jahr eine Saison ausgespielt.
Seit 1998 wird das Endspiel der Division I als Silver Bowl bezeichnet, wobei die Fischamend Oilers die erste Bowl im Sieg gegen die St. Pölten Invaders (27:6) gewinnen konnten.
Seither kam es mehrmals zu umstrukturierungen der Liga, letztens nach der Saison 2008, als mit der Einführung der zur AFL gehörenden Interdivision 2009, jedes Team ein Heim- und ein Auswärtsspiel gegen eine Mannschaft dieser Zwischenliga bestritt.
2009 durfte jede Mannschaft in der Division I nur drei Profis oder Halbprofis und nur zwei Klasse-A-Legionäre im Roster haben, kann aber beide gleichzeitig am Spielfeld einsetzen.
Zwischen 2006 und 2008 nahm auch das aus der Division II aufgestiegene ungarische Team der Budapest Wolves aus Budapest teil.
Die zweite Mannschaft der Raiffeisen Vikings Vienna, welche seit 2004 immer die Silver Bowl gewonnen hatte, nahm ab 2008 ebenfalls nicht mehr in dieser Liga teil.
Bis zur Saison 2013 trug die Liga den Namen Austrian Football Division 1. Zur Saison 2014 erfolgte dann eine Umgestaltung des Logos und der gleichzeitigen Umbenennung in Austrian Football League Division 1 (kurz: AFL Division 1).

### Finalspiele vor 1998
| Jahr | Sieger                     | Finalist                        | Resultat |
| ---- | -------------------------- | ------------------------------- | -------- |
| 1984 | Vienna Vikings             | Linz Rhinos                     | 28:22    |
| 1987 | Klagenfurt Jets            | Vienna Ducks                    | 48:42    |
| 1988 | Klagenfurt Jets            | Vienna Ducks                    | 30:22    |
| 1989 | Schwarzenau Rangers        | St. Pölten Invaders             | 13:8     |
| 1990 | St. Pölten Invaders        | Stonefield Bulldogs/Baden Bears | 74:15    |
| 1991 | Vienna Ducks               | Linz Rhinos                     | 14:12    |
| 1992 | St. Pölten Invaders        | Vienna Vikings II               | 60:6     |
| 1993 | Klosterneuburg Mercenaries | Linz Rhinos                     | 27:18    |
| 1994 | St. Pölten Invaders        | Vienna Vikings II               | 54:6     |
| 1995 | Salzburg Bulls             | Fischamend Oilers               | 41:14    |
| 1996 | Styrian Longhorns          | Amstetten Thunderbolts          | 42:0     |
| 1997 | Salzburg Bulls             | Amstetten Thunderbolts          | 22:0     |

### Silver Bowl
Ab der Saison 1998 wurde das Finale als Silver Bowl ausgetragen.
| Nr.   | Jahr | Finaldatum | Sieger                       | Finalist                     | Resultat | Austragungsort                                   |
| ----- | ---- | ---------- | ---------------------------- | ---------------------------- | -------- | ------------------------------------------------ |
| I     | 1998 |            | Fischamend Oilers            | St. Pölten Invaders          | 27:6     |                                                  |
| II    | 1999 |            | Carinthian Cowboys           | St. Pölten Invaders          | 40:38    |                                                  |
| III   | 2000 | –          | Cineplexx Blue Devils        | St. Pölten Invaders          | 26:6     | Stadion Hohe Warte, Wien                         |
| IV    | 2001 | 30. Juni   | Feldkirchen Falcons          | Amstetten Thunderbolts       | 26:21    | Lind-Stadion, Villach                            |
| V     | 2002 | 29. Juni   | Feldkirchen Falcons          | Chrysler Vikings II          | 26:14    | Umdasch Stadion, Amstetten                       |
| VI    | 2003 | 28. Juni   | Salzburg Bulls               | Chrysler Vikings II          | 28:27    | Umdasch Stadion, Amstetten                       |
| VII   | 2004 | 3. Juli    | Chrysler Vikings II          | Salzburg Bulls               | 21:12    | ASK-Sportanlage West, Salzburg                   |
| VIII  | 2005 | 2. Juli    | Chrysler Vikings II          | Salzburg Bulls               | 14:6     | Auf der Schmelz, Wien                            |
| IX    | 2006 | 9. Juli    | Dodge Vikings II             | Salzburg Bulls               | 28:14    | Trauner Stadion, Traun                           |
| X     | 2007 | 7. Juli    | Dodge Vikings II             | St. Pölten Invaders          | 28:20    | Sportplatz Rudersdorf, Rudersdorf                |
| XI    | 2008 | 6. Juli    | Dodge Vikings II             | St. Pölten Invaders          | 28:10    | Invaders Field, St. Pölten                       |
| XII   | 2009 | 11. Juli   | Generali Invaders            | Salzburg Bulls               | 27:26    | ASV Platz Itzling, Salzburg                      |
| XIII  | 2010 | 26. Juni   | Lower Austria Titans         | ASKÖ Steelsharks             | 24:7     | Trenkwalder Arena, Maria Enzersdorf              |
| XIV   | 2011 | 11. Juni   | AFC ASKÖ Rangers             | Swarco Raiders JVT           | 24:7     | Freizeitzentrum Wiener Neudorf, Maria Enzersdorf |
| XV    | 2012 | 23. Juni   | Carinthian Lions             | Vienna Knights               | 21:15    | Trainingszentrum Ravelin, Wien                   |
| XVI   | 2013 | 23. Juni   | Cineplexx Blue Devils        | Raiffeisen Vikings Vienna II | 49:48    | Herrenriedstadion, Hohenems                      |
| XVII  | 2014 | 26. Juli   | Raiffeisen Vikings Vienna II | Carinthian Lions             | 49:20    | NV Arena, St. Pölten                             |
| XVIII | 2015 | 11. Juli   | Cineplexx Blue Devils        | AFC Rangers                  | 47:28    | Wörthersee Stadion, Klagenfurt                   |
| XIX   | 2016 | 23. Juli   | ASKÖ Steelsharks Traun       | Vienna Knights               | 12:7     | Wörthersee Stadion, Klagenfurt                   |
| XX    | 2017 | 29. Juli   | Bratislava Monarchs          | St. Pölten Invaders          | 43:7     | Wörthersee Stadion, Klagenfurt                   |
| XXI   | 2018 | 21. Juli   | Amstetten Thunder            | Vienna Knights               | 17:13    | NV Arena, St. Pölten                             |
| XXII  | 2019 | 27. Juli   | Cineplexx Blue Devils        | Bratislava Monarchs          | 17:10    | NV Arena, St. Pölten                             |
| XXIII | 2021 | 31. Juli   | Salzburg Football Team       | Vienna Vikings 2             | 42:36    | American Football Zentrum, Innsbruck             |
| XXIV  | 2022 | 31. Juli   | Fehérvár Enthroners          | Amstetten Thunder            | 42:7     | Stadion Alte Au, Stockerau                       |
| XXV   | 2023 | 29. Juli   | Vienna Knights               | Amstetten Thunder            | 20:16    | NV Arena, St. Pölten                             |
| XXVI  | 2024 | 27. Juli   | Generali Invaders            | Graz Styrian Bears           | 37:21    | Verbandsplatz, Graz                              |
| XXVII | 2025 | 27. Juli   | Möding Rangers               | Graz Styrian Bears           | 21:14    | Stadion Mödling                                  |

#### Silver Bowl Gewinner
- 6 × Vienna Vikings II (Dodge Vikings II bzw. Chrysler Vikings II)
- 4 × Hohenems Blue Devils
- 3 × AFC ASKÖ Rangers (1 × als LA Titans)
- 2 × Feldkirchen Falcons
- 2 × Salzburg Bulls/Salzburg Football Team
- 2 × Generali Invaders
- 1 × Fischamend Oilers
- 1 × Carinthians Cowboys
- 1 × Carinthian Lions
- 1 × ASKÖ Steelsharks Traun
- 1 × Bratislava Monarchs
- 1 × Amstetten Thunder
- 1 × Fehérvár Enthroners
- 1 × Vienna Knights